# Завади (Піський повіт)
Завади (пол. Zawady, нім. Ottenberg) — село в Польщі, у гміні Піш Піського повіту Вармінсько-Мазурського воєводства.
Населення — 71 особа (2011).

## Демографія
Демографічна структура станом на 31 березня 2011 року:
|          | Загалом | Допрацездатний вік | Працездатний вік | Постпрацездатний вік |
| -------- | ------- | ------------------ | ---------------- | -------------------- |
| Чоловіки | 45      | 12                 | 28               | 5                    |
| Жінки    | 26      | 6                  | 14               | 6                    |
| Разом    | 71      | 18                 | 42               | 11                   |